# Lothar Hoffmann-Erbrecht
Lothar Hoffmann-Erbrecht (* 2. März 1925 in Strehlen, Provinz Niederschlesien; † 10. Juni 2011 in Frankfurt am Main) war ein deutscher Musikwissenschaftler und Hochschullehrer.

## Leben
Lothar Hoffmann-Erbrechts Eltern waren der Tierarzt Dr. Alfred Hoffmann und Martha, geb. Erbrecht. Bereits in jungen Jahren erhielt er Klavierunterricht und legte 1943 in seiner Geburtsstadt das Abitur ab. Anschließend wurde er zum Kriegsdienst verpflichtet und verbrachte nach Kriegsende etwa ein halbes Jahr als kanadischer Kriegsgefangener in Ostfriesland, wo er bei der Ernte half. Sein Studium begann er zunächst an der Musikhochschule Weimar, bevor er an die Universität Jena wechselte, wo er Musikwissenschaft bei Heinrich Besseler studierte. Nach seiner Promotion im Jahre 1951 war er als Lehrbeauftragter und später als Oberassistent an den Universitäten Jena und Frankfurt a. M. tätig. An der Universität Frankfurt habilitierte sich Hoffmann-Erbrecht 1961 und erhielt 1968 einen Ruf auf die dortige Professur für Musikwissenschaft. Seine Frankfurter Lehrtätigkeit übte er bis 1994 aus. Eine Vertretungsprofessur für Musikgeschichte führte ihn bis 2005 an die Technische Universität Darmstadt. Ferner wirkte er etliche Jahre an der Hochschule für Musik und Darstellende Kunst Frankfurt. Als Doktorvater betreute er zahlreiche Promovenden aus der Musikwissenschaft und Musiktheorie.
Hoffmann-Erbrechts Forschungsschwerpunkt war die Musikgeschichte vom beginnenden 15. bis zur zweiten Hälfte des 18. Jahrhunderts. Ferner veröffentlichte er Untersuchungen zu Leben und Werk russischer Komponisten des 19. Jahrhunderts. Auch lag sein Augenmerk auf der regionalen Musikgeschichte, insbesondere von Thüringen, des Main-Rhein-Gebietes und Schlesiens. Besonders seine schlesische Herkunft veranlasste ihn zu zahlreichen Publikationen über die Schlesische Musikgeschichte. Im Jahre 1964 wurde er aktives Mitglied des Arbeitskreises für schlesische Musik, dessen Vorstand er daraufhin wurde. 2001 gab er im Auftrag des Instituts für deutsche Musik im Osten e. V. in Bergisch Gladbach das Schlesische Musiklexikon heraus. Zudem war er Mitglied in der Arbeitsgemeinschaft für mittelrheinische Musikgeschichte.
Hoffmann-Erbrecht betreute neben seinen Forschungstätigkeiten zahlreiche Musikalienreihen, wie u. a. das Mitteldeutsche Musikarchiv, Organum und Silesia cantat. Auf Grund seines starken Einsatzes für die Erforschung und Darstellung der Musik deutscher Komponisten in Ostmitteleuropa wurde ihm 1997 das Bundesverdienstkreuz am Bande verliehen. Gesundheitliche Probleme führten dazu, dass er sich zuletzt von der Öffentlichkeit mehr und mehr zurückzog.

## Familie
Lothar Hoffmann-Erbrecht war verheiratet. Seine Tochter Gundula, verheiratete Anders, ist als Konzertsängerin tätig.

## Werke (Auswahl)

### Schriften
- Deutsche und italienische Klaviermusik zur Barockzeit (= Jenaer Beiträge zur Musikforschung. 1). Leipzig-Wiesbaden 1954, Dissertation.
- Thomas Stoltzer. Leben und Schaffen. In: Walter Wiora (Hrsg.): Die Musik im alten und neuen Europa. Kassel 1964.
- Musikgeschichte Schlesiens (= Die Musik der Deutschen im Osten Mitteleuropas Band 1). Dülmen 1986.
- (als Hrsg.): Schlesisches Musiklexikon. Augsburg 2001.

### Noteneditionen
- Die Sinfonie. (= Das Musikwerk. Band 29). Köln 1967/1969.
- Heinrich Finc. Ausgewählte Werke 1 (= Das Erbe deutscher Musik. Band 57). Frankfurt 1961.
- Heinrich Finc. Ausgewählte Werke 2. (= Das Erbe deutscher Musik. Band 70). Frankfurt 1981.
- Thomas Stoltzer. Ausgewählte Werke 2. (= Das Erbe deutscher Musik. Band 66). Frankfurt 1969.
- Thomas Stoltzer. Ausgewählte Werke 3. (= Das Erbe deutscher Musik. Band 99). Frankfurt 1983.
- Ludwig van Beethoven. Sonaten für Klavier zu zwei Händen, Urtext. hrsg. zusammen mit Claudio Arrau, Frankfurt 1973.
- Henricus Finck – musicus excellentissimus (1445–1527). Köln 1982.

### Beiträge für Kongressberichte
- Bamberg 1953.
- Hamburg 1956.
- Köln 1958.
- Kassel 1962.
- Bonn 1970.
- III. Internationales Bach-Fest der DDR, 1975.
- Internationale wissenschaftliche Konferenz anläßlich des 8. Telemann-Festtags der DDR, 1984.
- Rastatt 1988.

### Aufsätze in Fest- und Gedenkschriften
- Heinrich Besseler, 1961.
- Helmuth Osthoff zum 65. Geburtstag, 1961 (auch Hrsg.)
- Erich Schenk, 1962.
- Walter Wiora, 1967.
- Helmuth Osthoff zu seinem siebzigsten Geburtstag, 1969.
- Wolfgang Schmieder, 1972.
- Leo Schrade, 1973.
- Helmuth Osthoff zum 80. Geburtstag, 1979.
- Heinrich Hüschen, 1980.
- Hermann Beck, 1982.
- Alfred Dürr, 1983.
- Helmut Rahn, 1987.
- Hellmut Federhofer zum 75. Geburtstag, 1988.
- Franz Krautwurst, 1989.
- Martin Just, 1991.
- Werner Braun, 1993.

### Zahlreiche Aufsätze in Fachzeitschriften und Jahrbüchern
- Acta musicologica, 1955, 1956.
- Archiv für Musikwissenschaft, 1953, 1957, 1959.
- Augsburger Jahrbuch für Musikwissenschaft, 1987, 1989, 1990.
- Concerto, 1984, 1985.
- Deutsches Jahrbuch für Musikwissenschaft, 1971.
- Jahrbuch der schlesischen Friedrich-Wilhelms-Universität zu Breslau 1985, 1988.
- Jahrbuch für schlesische Kirchengeschichte 1988, 1997.
- Musica (Kassel), 1960.
- Musik des Ostens, 1962, 1971.
- Musik und Medizin, 1979–1982.
- Die Musikforschung, 1952, 1957, 1970, 1971, 1974, 1983.
- Neues musikwissenschaftliches Jahrbuch, 1993.
- Schlesien, 1979–1982, 1985, 1986, 1994, 1995.

### Beiträge in Sammelpublikationen, Lexika und Enzyklopädien
- Die Musik in Geschichte und Gegenwart MGG (Band 5) 1956.
- Personenteil, In: Die Musik in Geschichte und Gegenwart MGG (Band 8), 2002.
- Lexikon für Theologie und Kirche, ab 1959.
- Neue Deutsche Biographie NDB (Band 5), 1961.
- Brockhaus Enzyklopädie, 1966.
- Dictionaire de le Musique, 1970.
- Das große Lexikon der Musik (Band 1), 1976.
- The New Grove Dictionary of Music and Musicians, London 1980, 2001.
- Dizionario Enciclopedico universale della Musica e dei Musicisti, 1982.
- Schlesisches Musiklexikon, 2001.
- Esaias Reusner der Jüngere, In: Josef Joachim Menzel, Ludwig Petry (Hrsg.): Schlesier des 15. bis 20. Jahrhunderts (Schlesische Lebensbilder, Band 6), Sigmaringen 1990.
- Silvius Leopold Weiß, In: Josef Joachim Menzel, Ludwig Petry (Hrsg.): Schlesier des 15. bis 20. Jahrhunderts. (Schlesische Lebensbilder, Band 6), Sigmaringen 1990.